# IIHF Challenge Cup of Asia 2011
IIHF Challenge Cup of Asia 2011 byl turnaj v ledním hokeji, který se konal od 25. do 30. dubna 2011 v Národní ledové hale v kuvajtském hlavním městě  Kuvajtu. Turnaje se zúčastnilo šest mužstev, která spolu hrála v jedné skupině každé s každým. Při remíze v normální hrací době bylo na rozdíl od minulých ročníků v propozicích naplánováno prodloužení, ale ani v jednom případě na ně nedošlo. Vítězství si připsali hráči Hongkongu před hráči Spojených arabských emirátů a hráči Thajska.

## Výsledky

### Tabulka
|    |                         | Hongkong | SAE  | Thajsko | Kuvajt | Macao | Indie | V | VP | PP | P | VG | OG  | B  |
| 1. | Hongkong                | ***      | 5:4  | 7:5     | 6:1    | 13:0  | 15:0  | 5 | 0  | 0  | 0 | 46 | 10  | 15 |
| 2. | Spojené arabské emiráty | 4:5      | ***  | 6:3     | 2:0    | 8:0   | 10:0  | 4 | 0  | 0  | 1 | 30 | 8   | 12 |
| 3. | Thajsko                 | 5:7      | 3:6  | ***     | 6:3    | 8:3   | 29:0  | 3 | 0  | 0  | 2 | 51 | 19  | 9  |
| 4. | Kuvajt                  | 1:6      | 0:2  | 3:6     | ***    | 8:3   | 39:2  | 2 | 0  | 0  | 3 | 51 | 19  | 6  |
| 5. | Macao                   | 0:13     | 0:8  | 3:8     | 3:8    | ***   | 8:0   | 1 | 0  | 0  | 4 | 14 | 37  | 3  |
| 6. | Indie                   | 0:15     | 0:10 | 0:29    | 2:39   | 0:8   | ***   | 0 | 0  | 0  | 5 | 2  | 101 | 0  |